# أمينلو (أردبيل)
أمينلو هي قرية في مقاطعة نير، إيران. عدد سكان هذه القرية هو 150 في سنة 2006.